# Serixia impuncticollis
Serixia impuncticollis är en skalbaggsart som beskrevs av Stefan von Breuning 1963. Serixia impuncticollis ingår i släktet Serixia och familjen långhorningar.
Artens utbredningsområde är Filippinerna. Inga underarter finns listade i Catalogue of Life.